# Rhabderemia spirophora
Rhabderemia spirophora är en svampdjursart som först beskrevs av Burton 1931.  Rhabderemia spirophora ingår i släktet Rhabderemia och familjen Rhabderemiidae. Inga underarter finns listade i Catalogue of Life.